# Patur
Patur is een nagar panchayat (plaats) in het district Akola van de Indiase staat Maharashtra. 

## Demografie
Volgens de Indiase volkstelling van 2001 wonen er 20.531 mensen in Patur, waarvan 52% mannelijk en 48% vrouwelijk is. De plaats heeft een alfabetiseringsgraad van 72%. 